# Дравасоболч
Дравасоболч (на унгарски: Drávaszabolcs), изписвано на български също като Драва-Соболч и Драва Соболч (съгласно днешните правила на транскрибиране е Дравасаболч), е село в долината на река Драва в област Бараня, Унгария.
Известно е с Дравската операция от 1945 г., когато е окупирано от германските войски и е полуразрушено. Завзето е на 15 март 1945 г. от българско-съветските войски, а германците са изтласкани на юг от реката.
На негово име е наречена улица „Драва Соболч“ във Варна.